# بره خدا

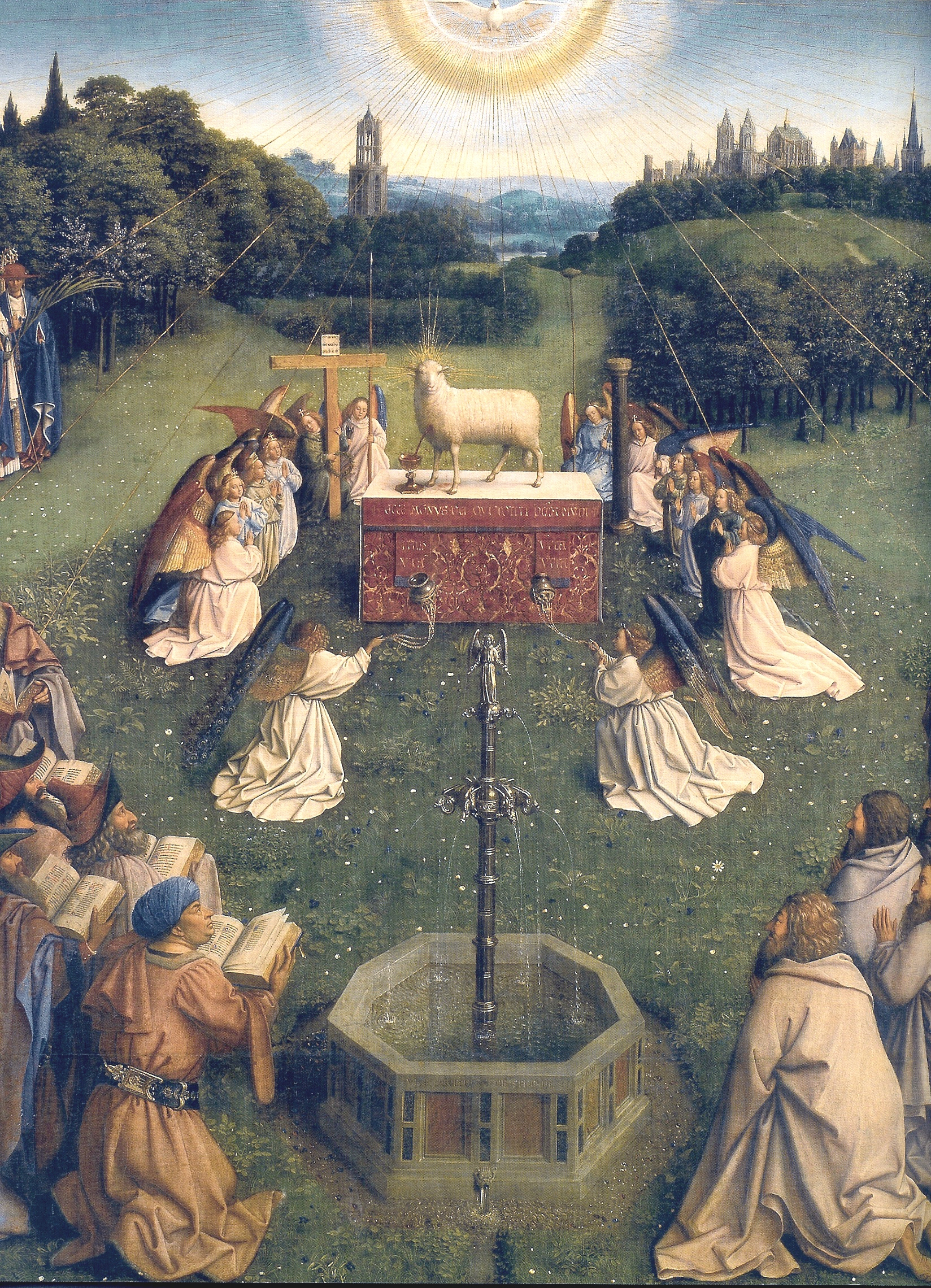
Adoration of the Mystic Lamb, with gushing blood, detail of the Ghent Altarpiece, Jan van Eyck, c. 1432

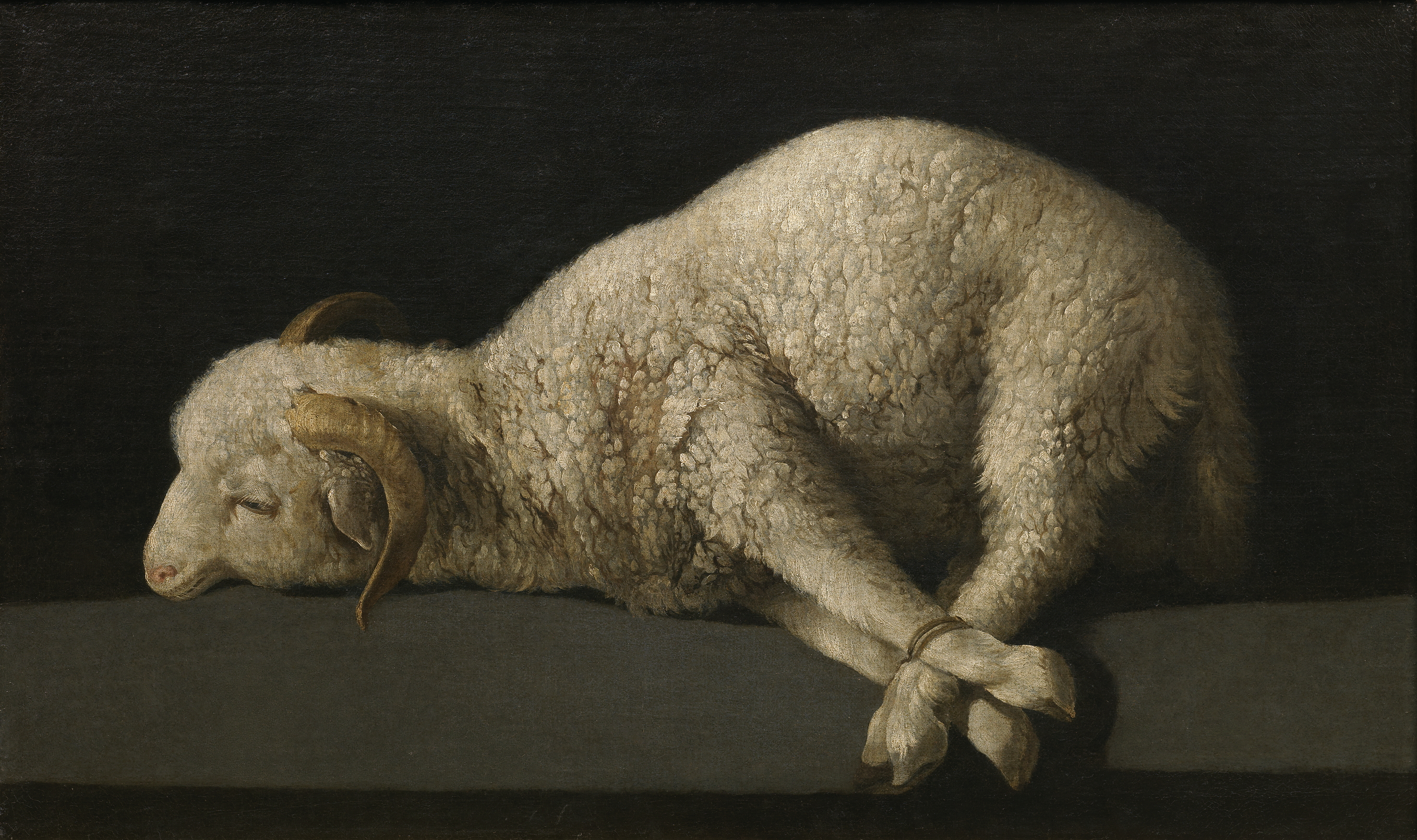
برهٔ خدا، نام اثری است از فرانسیسکو دی زورباران، نقاش اسپانیایی در ژانر هنر دینی. این اثر که برهٔ دست‌وپا بسته‌ای را به‌تصویر کشیده، یادآور تشبیهی از مسیح چارمیخ شده به صلیب است. اثر بین سال‌های ۱۶۳۵ تا ۱۶۴۰ میلادی، خلق شد و اکنون در مالکیت موزه دل پرادو قرار دارد.

بره خدا (یونانی: Ἀμνὸς τοῦ Θεοῦ; لاتین: Agnus Deī [ˈaɲus ˈde.i]) عنوانی برای عیسی است که در انجیل یوحنا ظاهر می‌شود. در یوحنا ۱:۲۹ آمده‌است، جایی که یحیی عیسی را می‌بیند و می‌گوید: «ببین بره خدا که گناهان دنیا را برمی‌دارد». این عبارت دوباره در یوحنا ۱:۳۶ ظاهر می‌شود.
آموزه‌های مسیحی معتقد است که یک عیسی الهی برای نشان دادن اطاعت کامل از خواست پدر الهی خود، به عنوان «عامل و خدمتگزار خدا» در از بین بردن گناهان جهان، مصلوب شدن در کلواری را برگزید. در الهیات مسیحی، بره خدا به عنوان اصل و اساس پیام مسیحیت تلقی می‌شود.
یک برهٔ شیرمانند که پس از کشتن برای رسیدن به پیروزی قیام می‌کند، چندین بار در کتاب مکاشفه ظاهر شده‌است. در نوشته‌های پائولین نیز به آن اشاره شده‌است. ۱ قرنتیان ۵: ۷ نشان می‌دهد که سنت پولس قصد دارد با استفاده از مضامین موجود در نوشته‌های یوهانی، به مرگ مسیح که یک برآمد پاسچال است رجوع کند. استعاره بره همچنین با مزمور ۲۳ مطابقت دارد، که خدا را به عنوان چوپانی نشان می‌دهد که گله خود را (بشر) رهبری می‌کند.